# Serra do Itajaí

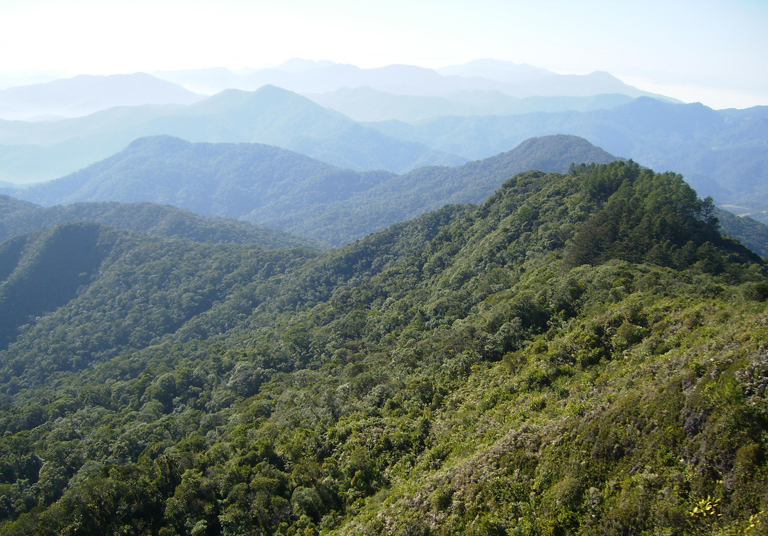
Spitzkopf-Hügel – Nationalpark Serra do Itajaí

Die Serra do Itajaí ist ein Gebirge mit Urwäldern der Mata Atlântica im Bundesstaat Santa Catarina im Süden Brasiliens.

## Nationalpark
Am 4. Juni 2004 wurde der Parque Nacional da Serra do Itajaí mit einer Fläche von 573,74 km² in den Munizipien Ascurra, Apiúna, Blumenau, Botuverá, Gaspar, Guabiruba, Indaial, Presidente Nereu und Vidal Ramos gegründet.
Der Artenreichtum ist hoch, mit einigen endemischen und vom Aussterben bedrohten Arten, darunter canela-preta, canela-sassafrás, xaxim, gavião-pombo, pichochó, papagaio-de-peito-roxo.
Der Park hat ein hohes Potenzial für den Ökotourismus, der gefördert wird, um den Druck aus den umliegenden Orten zu reduzieren. Wichtig ist die Rolle als Wasserlieferant für eine halbe Million Menschen.